# Молино ди Сопра (Варезе)
Молино ди Сопра је насеље у Италији у округу Варезе, региону Ломбардија.
Према процени из 2011. у насељу је живело 21 становника. Насеље се налази на надморској висини од 433 м.